# Skhira
Pour l’article homonyme, voir Skhira (délégation).
Skhira ou La Skhira (arabe : الصخيرة) est une ville située sur le golfe de Gabès, à environ 370 kilomètres au sud de Tunis.
Rattachée administrativement au gouvernorat de Sfax, elle constitue une municipalité de 11 912 habitants en 2014.

## Histoire
À 5 kilomètres au nord de la ville moderne de Skhira, au lieu-dit Henchir Fleguess, des fouilles archéologiques de sauvetage sont entreprises en 1959 au moment de l'agrandissement du terminal du pipeline pétrolier originaire d'El Borma (Algérie). Sous la direction de Mohamed Fendri, deux basiliques chrétiennes sont dégagées. Ces découvertes font l'objet d'une publication en 1961, avec la contribution de N. Fendri. Il a été proposé d'identifier le site avec Benfas, ou Bennefa, un centre mentionné par les listes d'évêchés du IVe siècle,, remplaçant une identification antérieure à Lariscus.
Au Nord-ouest de la ville moderne de Skhira se trouve la zaouïa de Sidi Mhadheb. Il s'agit d'un important lieu local de dévotion, comme l'atteste sa régulière mention dès les premiers comptes rendus de voyageurs européens.

## Économie
Skhira est un important port de commerce spécialisé dans le trafic de produits industriels. En effet, il possède un bassin d'une profondeur permettant d'accueillir des navires jaugeant jusqu'à 120 000 tonnes. En outre, il bénéficie d'une vaste zone industrialo-portuaire avec notamment des capacités de stockage de pétrole en cuves très importantes. Des entreprises de l'industrie chimique y sont implantées avec notamment une usine de production d'acide phosphorique du Groupe chimique tunisien.
Skhira est sélectionnée en mai 2007 pour abriter la seconde raffinerie du pays (après celle de Bizerte), un projet attribué au groupe industriel Qatar Petroleum. Au terme de l'appel d'offres remporté, l'entreprise qatarie doit construire une raffinerie d'une capacité de 120 000 barils par jour (contre 30 000 pour Bizerte). Son exploitation lui est confiée pendant une période de trente ans. Un oléoduc serait construit entre la Libye et Skhira pour fournir à terme l'essentiel du pétrole brut. Le pétrole raffiné serait en priorité fourni par oléoduc vers Sfax (deuxième centre économique du pays) et le Sahel tunisien sur un longueur de 181 kilomètres. Néanmoins, à la suite d'un mémorandum signé en 2020, le 15 mars 2021, le ministre du Transport et de la Logistique, Moez Chakchouk, déclare devant les députés que la Compagnie des transports par pipe-lines au Sahara n'a pas les justificatifs réglementaires nécessaires pour exploiter le port pétrolier de Skhira.
La région se caractérise aussi par diverses activités agricoles — oliviers, arbres fruitiers, légumes ou encore céréales — avec un secteur de la pêche côtière qui se développe peu à peu.

## Transport
Les déplacements vers le reste du pays sont rendus possibles par les réseaux routiers et ferroviaires. En effet, la ville dispose d'une gare de chemin de fer sur la ligne reliant Tunis à Gabès. Par ailleurs, la société régionale de transports relie Skhira à tous les chefs-lieux des gouvernorats du pays, tout comme un service de transport entre la ville et Sfax, assuré par les louages. Pour se déplacer à l'intérieur de la ville et vers sa banlieue, les trajets sont assurés par des taxis et un service de transport rural.